# Vellosidad intestinal
Las vellosidades intestinales son pequeñas estructuras con forma de dedo que cubren la superficie interior del intestino delgado y le dan un aspecto aterciopelado. Están cubiertas por células con capacidad de absorción que reciben el nombre de enterocitos. Cada vellosidad cuenta con vasos sanguíneos y un pequeño vaso linfático que se llama vaso quilífero central. Tienen la función de aumentar la superficie de absorción del intestino. No deben confundirse con las   microvellosidades intestinales que son mucho más pequeñas.

## Descripción
Una vellosidad mide entre 0.5 y 1 mm de largo. Se encuentran en gran número, entre 20 y 40 por milímetro cuadrado. Por este motivo contribuyen enormemente a aumentar la superficie de absorción intestinal. La superficie de las vellosidades está tapizada por una hilera de células, estas pueden ser de dos tipos: células caliciformes que secretan moco y enterocitos o células de absorción que son las que permiten la asimilación de los elementos nutritivos presentes en la luz intestinal.

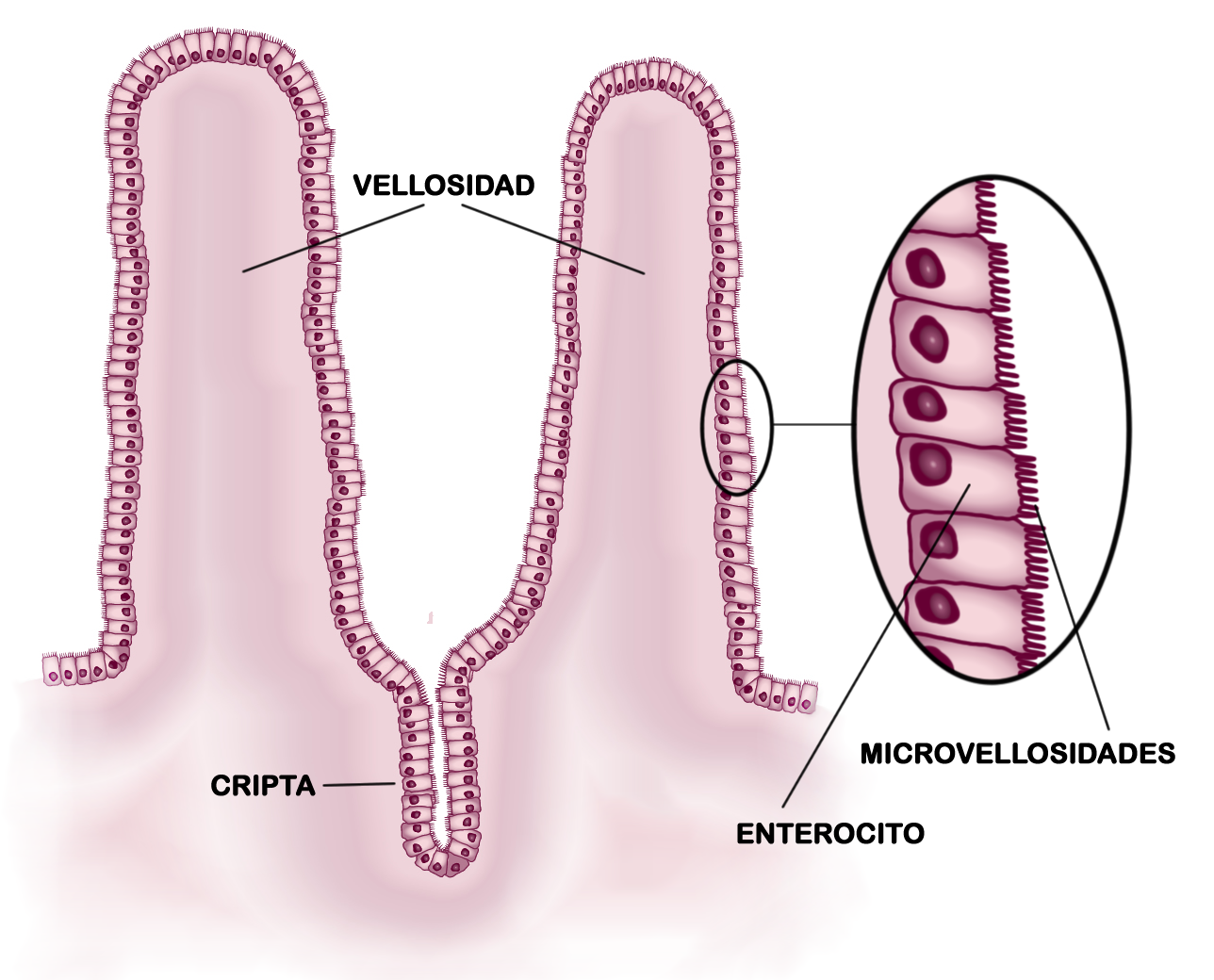
Representación esquemática del epitelio del intestino delgado.

## Celiaquia
En la enfermedad celiaca se produce una importante afectación de las vellosidades intestinales, que pueden atrofiarse o llegar a desaparecer.